# Sergio Escudero (Fußballspieler, 1989)
Sergio Escudero Palomo (* 2. September 1989 in Valladolid) ist ein spanischer Fußballspieler. Er steht bei Deportivo La Coruña unter Vertrag.

## Vereinskarriere

### Anfänge in Spanien
Escudero spielte in der Jugend für mehrere Vereine aus seiner Geburtsstadt Valladolid. Zur Saison 2007/08 wechselte er zu Real Murcia. Am 13. Juni 2009 kam er dort zu seinem ersten Profieinsatz im Spiel gegen UD Salamanca in der Startaufstellung. Trotz Interesses von Real Madrid wechselte Escudero in der Sommerpause 2010 zum deutschen Bundesligisten FC Schalke 04. Bei den Schalkern unterschrieb er einen bis 2014 laufenden Vertrag.

### FC Schalke 04
Im DFL-Supercup 2010 kam er zu Beginn der zweiten Halbzeit ins Spiel und ersetzte Lukas Schmitz. Am 2. November 2010 absolvierte er sein Pflichtspieldebüt für Schalke 04 in einem Champions-League-Spiel gegen Hapoel Tel Aviv im Bloomfield-Stadion. Am 26. Februar 2011 kam Escudero im Heimspiel gegen den 1. FC Nürnberg zu seinem Debüt in der Bundesliga. Am 21. Mai 2011 gewann er mit Schalke 04 den DFB-Pokal nach einem 5:0-Sieg gegen den MSV Duisburg. In diesem Spiel wurde er in der 43. Minute für den verletzten Hans Sarpei eingewechselt. Escudero leitete das vierte Tor des Spiels durch den Spanier José Manuel Jurado ein. Bei Schalke 04 wurde er stets durch Verletzungen zurückgeworfen, unter anderem erlitt er einen Leistenbruch.
In der Sommerpause 2011 wurde der österreichische Nationalspieler Christian Fuchs verpflichtet. Escudero wurde seitdem öfter in der zweiten Schalker Mannschaft eingesetzt.

### FC Getafe
Am 25. Januar 2013 wurde Escudero bis Saisonende an den FC Getafe ausgeliehen. Im Heimspiel gegen Real Saragossa erzielte er mit einem direkten Freistoß den Endstand von 2:0. Am 11. Juli 2013 wurde er fest vom FC Getafe verpflichtet und wurde Stammspieler auf der linken Außenverteidiger-Position. Für den FC Getafe bestritt er insgesamt 59 Spiele in der Primera División und fünf Spiele in der Copa del Rey. Im spanischen Pokal blieb er ohne Tor, in der Liga erzielte er fünf Tore.

### FC Sevilla
Anfang Juli 2015 wechselte er zum FC Sevilla, für den er in seinem ersten Ligaspiel (13. Spieltag) gegen den FC Valencia den 1:0-Siegtreffer erzielte. Er gewann mit dem FC Sevilla die UEFA Europa League 2015/16. Selbiges gelang 2020 erneut.

### FC Granada
Im Sommer 2021 wechselte er zum FC Granada. Nach dem Abstieg 2022 aus der ersten Liga, verließ er den Verein.

### Real Valladolid
Zur Saison 2022/23 unterschrieb er einen Vertrag in seiner Heimatstadt bei Real Valladolid.

### Deportiva La Coruña
Nach dem Aufstieg mit Valladolid in die Primera División wechselte er im Juli 2024 zum Zweitligaaufsteiger Deportivo La Coruña.

## Nationalmannschaft
Escudero wurde einige Male für verschiedene spanische Jugendnationalmannschaften nominiert, wie die U-20 oder U-21, kam aber zu keinem Einsatz.

## Spielweise
Escudero bescheinigt man eine gute Technik, ein diszipliniertes Stellungsspiel in der Defensive und präzise Flanken bei den Vorstößen über die Seite. Ihm wird ein satter Schuss, vor allem bei Freistößen zugesagt.

## Erfolge
- UEFA Europa League: 2016, 2020
- DFB-Pokalsieger: 2011
- DFL-Supercupsieger: 2011